# مرل تراویز
مرل تراویز (انگلیسی: Merle Travis؛ ۲۹ نوامبر ۱۹۱۷ – ۲۰ اکتبر ۱۹۸۳) یک موسیقی‌دان اهل ایالات متحده آمریکا بود.